# Oosterwijk (Belgique)
Pour les articles homonymes, voir Oosterwijk.
Oosterwijk est un hameau proche de la localité de Tongerlo, dans la Province d'Anvers en Belgique. Tongerlo est une des composantes de la commune fusionnée de Westerlo

## Points remarquables

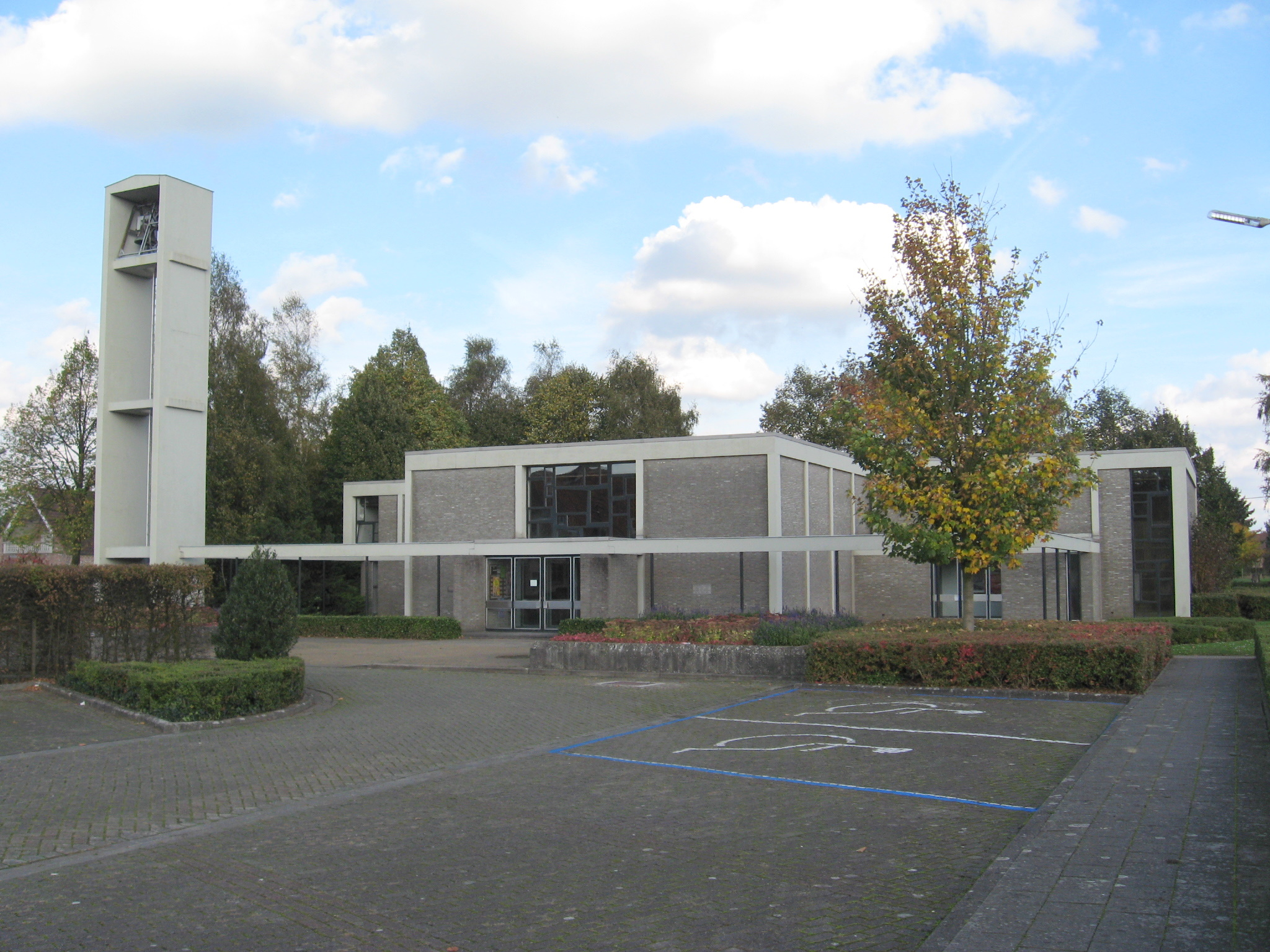
Église OLV Bezoeking

- L'église Notre-Dame de la Visitation (Onze-Lieve-Vrouw Bezoeking).

## Sport
Le hameau d'Oosterwijk compte un club de football, le K. FC Oosterzonen Oosterwijk qui est monté dans les séries nationales du football belge en 2009. Le club porteur du « matricule 3970 » évolue en Promotion en 2012-2013.